# دابني مونتجومري
دابني مونتجومري (بالإنجليزية: Dabney Montgomery)‏ هو طيار أمريكي، ولد في 18 أبريل 1923، وتوفي في 3 سبتمبر 2016.